# ولوت آندرگراوند
ولوت آندرگراوند (به انگلیسی: The Velvet Underground) یک گروه موسیقی راک آمریکایی است که در سال ۱۹۶۵ در نیویورک تشکیل شد. شاخص‌ترین اعضای گروه لو رید و جان کیل بودند که هر دو به موفقیت‌های بزرگی در کارهای مستقل خود نیز رسیدند. با این‌که ولوت آندرگراوند هیچ‌گاه به موفقیت چشمگیر اقتصادی نرسید اما از دید بسیاری از منتقدین این گروه یکی از بزرگ‌ترین و تاثیرگذارترین گروه‌های راک دهه ۶۰ میلادی به شمار می‌آید. مدیریت گروه بر عهده اندی وارهول، هنرمند پاپ آرت آمریکایی بود.
آلبوم اول گروه که به نام د ولوت اندرگراوند و نیکو با همکاری نیکو خواننده آلمانی منتشر شد، از سوی مجله رولینگ استون در سال ۲۰۰۳ سیزدهمین آلبوم برتر تمامی اعصار و «پیامبرانه‌ترین آلبوم راک تاریخ» لقب گرفت. در سال ۲۰۰۴ مجله رولینگ استون این گروه را در بین ۱۰۰ هنرمند بزرگ تاریخ در رده نوزدهم قرار داد.

## آلبوم‌ها
- The Velvet Underground & Nico - ۱۹۶۷
- White Light/White Heat - ۱۹۷۸
- The Velvet Underground - ۱۹۶۹
- Loaded - ۱۹۷۰
- Squeeze - ۱۹۷۳